# Jimmie Davis
Jimmie Davis (Quitman, Luisiana, 11 de septiembre de 1899 - Baton Rouge, 5 de noviembre de 2000) fue un político y músico de country blues estadounidense, cuyo nombre completo era James Houston Davis.
Comenzó su carrera como músico a finales de los años 1920, en una línea muy apegada a Jimmie Rodgers, llegando a grabar una serie de blues bastante notables y de fuerte contenido sexual, recopilados por el sello Frémeaux & Associés en el disco "Hillbilly blues". Es el autor de uno de los temas con más éxito de la primera mitad del siglo XX, "You are my sunshine". Después de la guerra, se dedicó al gospel.
Ha alternado la música con la política, llegando a ser Gobernador de Luisiana en dos ocasiones, 1944-1948 y 1960-1964, por el Partido Demócrata.